# Impatiens hongsonensis
Impatiens hongsonensis är en balsaminväxtart som beskrevs av Tatemi Shimizu. Impatiens hongsonensis ingår i släktet balsaminer, och familjen balsaminväxter. Inga underarter finns listade i Catalogue of Life.